# 喜兵衛島製塩遺跡
座標: 北緯34度29分59.8秒 東経133度58分33.8秒 / 北緯34.499944度 東経133.976056度
喜兵衛島製塩遺跡（きべえじませいえんいせき）は、香川県香川郡直島町にある古墳時代の遺跡。1979年（昭和54年）6月25日、国の史跡に指定された。

## 解説
喜兵衛島は、瀬戸内海に浮かぶ小島で、宇野港の東方約2キロメートルに位置する。島は東西に長く、南北両岸に各2か所計4か所に砂浜が形成されており、それぞれの浜に師楽式土器とよばれる古墳時代の製塩土器が堆積している。1954年（昭和29年）から近藤義郎らによって発掘調査され、南東浜では炉が5基以上検出されており、炉は長径約3メートル、短径約1.5メートルの楕円形で、平石を敷きつめたものである。炉の周辺には固くしまった面があり、その外側には多量の製塩土器が廃棄されている。丘陵寄りには日常生活に用いた土器が多くみられ、人びとの居住場所があったようである。4か所の浜にはさまれた丘陵の尾根には、6世紀から7世紀初にかけての古墳が10数基みとめられ、横穴式石室を主とする。土師器・須恵器・鉄器のほかに完形に近い製塩土器が副葬されており、製塩にたずさわった人びとの古墳であることが知られる。
本遺跡は、古墳時代における生産集団のあり方を理解する上できわめて重要であり、また日本ではじめて土器製塩を実証的に研究した遺跡として、学史上も著名である。